# Ruggero Marzoli
Ruggero Marzoli (født 2. april 1976) er en italiensk tidligere professionel cykelrytter.